# Heinz-Georg Lemm
Heinz-Georg Lemm, né le 1er juin 1919 à Schwerin et mort le 17 novembre 1994 à Ruppichteroth, est un militaire allemand. Il a combattu dans la 12e division d'infanterie durant la Seconde Guerre mondiale, puis dans la Bundeswehr, l'armée de la République fédérale d'Allemagne.

Il a notamment été décoré de la croix de chevalier de la croix de fer avec feuilles de chêne et glaives, de la croix allemande en or et est grand officier de l'ordre du Mérite de la République fédérale d'Allemagne.